# Ellescus infirmus
Ellescus infirmus är en skalbaggsart som först beskrevs av Herbst 1795.  Ellescus infirmus ingår i släktet Ellescus, och familjen vivlar. Arten har ej påträffats i Sverige.